# Hotel City
《Hotel City》（非官方譯名：酒店城市），是一款由英國Playfish開發的網頁遊戲，運行於Facebook平台，其為相當受歡迎及較有長期使用者的Facebook遊戲之一，遊戲主題為酒店設計及營運。此遊戲於2010年10月26日開辦，已於2011年9月30日結束營運。

## 遊戲內容與設計
遊戲主題為酒店設計及營運，玩家可用提供的資源自由購買物品或安置房間來設計自己心目中的理想酒店。用戶亦可聘用工作者為自己的「酒店」工作，亦可探訪Facebook有玩此遊戲的朋友的「酒店」並可從中汲取設計經驗或構思。遊戲更會隨經驗值升級，如經驗值愈高的用戶可購買更多不同款式的物品。

## 爭論
《Hotel City》於2011年9月30日結束營運，令不少玩家抱怨Playfish刪掉此遊戲令他們失去樂趣，此程況在Playfish刪掉旗下遊戲時出現，例如Restaurant City、寵物社會、模擬時光等。